# Mammu, es tevi mīlu
Pour plus de détails, voir Fiche technique et Distribution.
Mammu, es tevi mīlu est un film dramatique letton écrit et réalisé par Jānis Nords et sorti en 2013.
Il est nommé pour représenter la Lettonie aux Oscars du cinéma 2014 dans la catégorie meilleur film en langue étrangère.

## Fiche technique
- Titre original : Mammu, es tevi mīlu
- Réalisation : Jānis Nords
- Scénario : Jānis Nords
- Photographie : Bergsteinn Björgúlfsson
- Pays d’origine : Lettonie
- Genre : Drame
- Langue : letton
- Durée : 83 minutes
- Dates de sortie :
  -  Allemagne : février 2013 (Berlinale 2013)
  -  Lettonie : 14 février 2013

## Distribution
- Kristofers Konovalovs : Raimonds
- Vita Vārpiņa : la mère de Raimonds
- Matīss Livčāns : Pēteris
- Indra Briķe : la mère de Pēteris

## Distinctions

### Récompenses
- Berlinale 2013 : Grand prix du jury Generation Kplus
- Festival international du film pour enfants de Buster 2013 : Danish Writer's Guild's Best Screenplay for Children pour Jānis Nords
- Festival du film de Los Angeles 2013 : meilleur film

### Nominations et sélections
- Festival international du film des Arcs 2013
- Festival international du film des Hamptons 2013
- Festival du film Nuits noires de Tallinn 2013
- Festival international du film de Thessalonique 2013
- Festival international du film de Palm Springs 2014